# Kawartha Lakes
La ciudad de Kawartha Lakes (con población en 2011 de 73,214) es un distrito unitario en la provincia de Ontario, Canadá. Aunque es denominada una ciudad, Kawartha Lakes tiene el tamaño de un típico condado de Ontario y es principalmente rural. La ciudad toma su nombre por los lagos de Kawartha. 
Los principales centros poblacionales son Bobcaygeon, Fenelon Falls, Lindsay, Omemee y Woodville.